# Shemurat Tel Saharon
Shemurat Tel Saharon (hebreiska: שמורת תל סהרון) är ett naturreservat i Israel.   Det ligger i distriktet Norra distriktet, i den nordöstra delen av landet.